# Gypaetini
Gypaetini – plemię ptaków z rodziny jastrzębiowatych (Accipitridae).

## Zasięg występowania
Plemię obejmuje gatunki występujące w Afryce i Eurazji.

## Systematyka
Do plemienia należą następujące rodzaje:
- Gypohierax Rüppell, 1836 – jedynym przedstawicielem jest Gypohierax angolensis (J.F. Gmelin, 1788) – palmojad
- Gypaetus Storr, 1784 – jedynym przedstawicielem jest Gypaetus barbatus (Linnaeus, 1758) – orłosęp
- Neophron Savigny, 1809 – jedynym przedstawicielem jest Neophron percnopterus (Linnaeus, 1758) – ścierwnik